# Мазилу, Йонуц
Йонуц Костинел Мазилу (рум. Ionuţ Costinel Mazilu; 9 февраля 1982, Бухарест, Румыния) — румынский футболист, нападающий.

## Биография

### Клубная карьера
В футбольную школу клуба «Спортул Студенцеск» его привёл отец. В один из сезонов он отметился 50 голами из 80 забитых командой за сезон. По подсчётам первых тренеров Мазилу, Йонуц в юношеском футболе наколотил более 300 голов. Первый тренер Николае Маня. Со «Спортулом» играл как в высшем, так и в первом дивизионе Румынии. В сезоне 2005/06 стал лучшим бомбардиром с 22 забитыми мячами, а его команда заняла 4 место. В 2006 году перешёл в «Рапид» (Бухарест). За «Рапид» в чемпионатах провёл 34 матча, забил 18 мячей.
В начале января 2008 года перешёл в «Днепр». За Мазилу «Днепр» отдал 3,7 млн евро, этот трансфер стал самым дорогим в истории румынского футбола. Ранее таковыми являлись переходы Даниэля Никулае (из «Рапида» в «Осер») и Георге Огэрару (из «Стяуа» в «Аякс») за 3,3 миллиона евро.
Дебют в чемпионате Украины состоялся в 20 туре, 9 марта 2008 года в матче с «Нефтяником» (1:1). Первый гол в Высшей лиге забил 4 мая 2008 года в матче с «Таврией» (1:0).
Не сумев закрепиться в составе «Днепра», зимой 2009 года был отдан в аренду киевскому «Арсеналу», хотя ходили слухи, что он может вернуться на родину. В «Арсенале» дебютировал 1 марта 2009 года в матче против «Харькова» (1:0), Мазилу отметился единственным забитым голом.

### Карьера в сборной
За национальную сборную Румынии провёл 12 матчей, забил 3 гола. В сборной Румынии дебютировал 8 июня 2005 года в матче Румыния — Армения (3:0).

## Достижения
- Обладатель Кубка Румынии: 2006/07
- Обладатель Суперкубка Румынии: 2007
- Лучший бомбардир чемпионата Румынии: 2005/06

## Личная жизнь
Родился и вырос в Бухаресте, в обеспеченной семье. Во время нахождения коммунистов у власти его отец Аурел Мазилу был главой одной коммерческой компании, а после 90-х у него было несколько бутиков в районе Крэнгашь. Позже магазины были уничтожены Траяном Бэсеску — тогдашним мэром столицы.
На первые заработанные деньги Йонуц приобрёл автомобиль марки Audi A4, за который отдал $18 тыс.
Жена Йонуца — Люминица, сын Касиан (род. 2008). Свой первый гол за «Днепр» посвятил сыну.

## Статистика по сезонам
| Сезон   | Клуб    | Лига        | Матчи | Голы |
| ------- | ------- | ----------- | ----- | ---- |
| 1999/00 | Спортул | Дивизия В   | 15    | 6    |
| 2000/01 | Спортул | Дивизия В   | 31    | 12   |
| 2001/02 | Спортул | Дивизия А   | 25    | 6    |
| 2002/03 | Спортул | Дивизия А   | 25    | 7    |
| 2003/04 | Спортул | Дивизия В   | 28    | 20   |
| 2004/05 | Спортул | Дивизия А   | 29    | 7    |
| 2005/06 | Спортул | Дивизия А   | 28    | 22   |
| 2006/07 | Спортул | Дивизия В   | 1     | 0    |
| 2006/07 | Рапид   | Дивизия А   | 19    | 9    |
| 2007/08 | Рапид   | Дивизия А   | 15    | 9    |
| 2007/08 | Днепр   | Высшая лига | 8     | 1    |
| 2008/09 | Днепр   | Высшая лига | 1     | 0    |
| 2008/09 | Арсенал | Высшая лига | 13    | 4    |
| 2009/10 | Арсенал | Высшая лига | 25    | 9    |